# Anaspis fasciata
Anaspis fasciata là một loài bọ cánh cứng trong họ Scraptiidae. Loài này được Forster miêu tả khoa học năm 1771.